# Anomaloglossus ayarzaguenai
Anomaloglossus ayarzaguenai (La Marca, 1997) è un anfibio anuro, appartenente alla famiglia degli Aromobatidi.

## Etimologia
L'epiteto specifico è stato dato in onore di José Ayarzagüena.

## Distribuzione e habitat
È endemica del Cerro Jaua nello stato di Bolívar, Venezuela. Si trova a 1600 m di altitudine.